# Dicziunari Rumantsch Grischun
Das Dicziunari Rumantsch Grischun, abgekürzt DRG, ist das grösste Wörterbuch der Rätoromania und beschreibt die im schweizerischen Kanton Graubünden gesprochenen und geschriebenen bündnerromanischen Mundarten und Schriftidiome. Der Begriff Rumantsch Grischun meint dabei ‚das in Graubünden gesprochene Romanisch‘ und ist nicht zu verwechseln mit der im ausgehenden 20. Jahrhundert geschaffenen überregionalen Schriftsprache Rumantsch Grischun.

## Typus
Das Dicziunari Rumantsch Grischun ist, neben dem Schweizerischen Idiotikon (Zürich), dem Glossaire des patois de la Suisse romande (Neuenburg) und dem Vocabolario dei dialetti della Svizzera italiana (Bellinzona), eines der vier nationalen Wörterbücher und damit eines der vielbändigen, auf wissenschaftlicher Grundlage erarbeiteten lexikographischen Referenzwerke der Schweiz. Es dokumentiert sowohl die bündnerromanischen Ortsdialekte als auch die fünf bündnerromanischen Schriftidiome über einen Zeitraum vom 16. Jahrhundert bis in die Gegenwart und legt überdies einen starken Fokus auf die Beschreibung sach- und volkskundlicher Verhältnisse. Definitionssprache ist Deutsch.

## Geschichte, Träger- und Herausgeberschaft
Das Dicziunari Rumantsch Grischun wurde 1904 von der noch heute als Trägerverein fungierenden Societad Retorumantscha und dem Indogermanisten Robert von Planta gegründet. Mithilfe von Fragebögen erhoben Robert von Planta und Florian Melcher zusammen mit Chasper Pult den Grundstock des sprachlichen Materials, das noch heute die Basis für die Wörterbucharbeit darstellt. Das zweite Standbein bilden die Exzerpte aus der gedruckten Literatur, die bis zu den ersten schriftlichen Werken im frühen 16. Jahrhundert berücksichtigt wird. Seit 2018 kann das Wörterbuch online konsultiert werden.
Herausgegeben wird das Wörterbuch von dem in Chur domizilierten Institut dal Dicziunari Rumantsch Grischun, abgekürzt IDRG. Die Finanzierung erfolgt im Wesentlichen durch die Schweizerische Akademie der Geistes- und Sozialwissenschaften, daneben durch Beiträge des Kantons Graubünden sowie den Verkauf der eigenen Publikationen.
Das Institut dal Dicziunari Rumantsch Grischun gibt nicht allein das Wörterbuch heraus, sondern besitzt auch eine umfassende Photothek, die sich aus mehreren Sammlungen zusammensetzt: Die Sammlung Bauernhausforschung umfasst 7000 Gebäudeaufnahmen und Skizzen sowie 100 Dorfpläne, die Sammlung DRG 8000 Bilder zur ländlichen Kultur und Arbeitswelt Graubündens, die Sammlung Walram Derichsweiler 1600 Glasdias zum Leben in der Surselva von 1910 bis 1930, die Sammlung Christian und Hans Meisser 5000 Landschafts- und Dorfaufnahmen von 1895 bis 1934, die Sammlung Alfons Maissen 5000 und die Sammlung Willy Zeller 700 graubündenbezogene Photographien; dazu kommen rund 300 Zeichnungen und Skizzen verschiedener Herkunft. Die Photothek wurde 2014 online gestellt.

## Publikation
- Band 1 (A) 1939–1946
- Band 2 (B) 1947–1957
- Band 3 (C – CN) 1958–1963
- Band 4 (CO – CY) 1964–1967
- Band 5 (D – E) 1968–1972
- Band 6 (F) 1973–1985
- Band 7 (G) 1979–1985
- Band 8 (H – INE) 1981–1996
- Band 9 (INF – IP) 1993–1997
- Band 10 (IR – LAZ) 1998–2000
- Band 11 (LE – MAH) 2001–2004
- Band 12 (MAI – MANI) 2005–2009
- Band 13 (MANKI – MEDG) 2009–2014
- Band 14 (MEDI – MIND) 2014–2020
- Band 15 (MINE –) 2020 ff.